# چاه انصاری
چاه انصاری یک منطقهٔ مسکونی در ایران است که در دهستان زیبد واقع شده‌است.